# تومونوري هيراياما
تومونوري هيراياما (باليابانية: 平山 智規) (مواليد 9 يناير 1978)، هو لاعب كرة قدم ياباني سابق كان يلعب كلاعب وسط.

## وصلات خارجية
- تومونوري هيراياما على موقع رابطة كرة القدم اليابانية للمحترفين (اليابانية)
- تومونوري هيراياما على موقع قاعدة بيانات كرة القدم.إي يو (الإنجليزية)
- تومونوري هيراياما على موقع عالم كرة القدم.نت (الإنجليزية)